# A Promessa (filme de 1972)
A Promessa (1972) é um filme português de António de Macedo, uma das obras representativas do Novo Cinema dos anos setenta.O filme estreou em Lisboa, no Cinema Condes, a 21 de Janeiro de 1974. O filme foi rodado na freguesia da Tocha, concelho de Cantanhede e na atual Praia da Tocha, na época denominada de "Palheiros da Tocha". É baseado na peça teatral A Promessa de Bernardo Santareno.

## Ficha sumária
- Obra original: A Promessa de Bernardo Santareno
- Adaptação e diálogos: António de Macedo
- Realizador: António de Macedo
- Produção: Centro Português de Cinema
- Financiamento: Fundação Calouste Gulbenkian
- Formato: 35mm cor
- Género: ficção (drama social)
- Rodagem: Março de 1972
- Distribuição: Marfilmes
- Ante-estreia: Festival de Cinema de Santarém, Novembro de 1972

## Sinopse
Maria do Mar e o seu marido, o José, são jovens recém-casados que vivem numa aldeia de pescadores, Palheiros de Tocha, entre Aveiro e Figueira da Foz. A sua intimidade é no entanto perturbada por um voto de castidade que fizeram em consequência de uma tempestade que provocou o naufrágio do barco do pai do José, que consegui salvar-se, ficando aleijado de uma perna. Ambos vivem em permanente tensão, originada pela presença do Labareda, um cigano recolhido pelo casal, na sequência de uma disputa em que foi esfaqueado.

## Elenco
- Guida Maria – Maria do Mar[2]
- Sinde Filipe – Labareda
- João Mota – José
- Luís Santos – Pai
- Maria – Joaquina
- José Rodrigues Carvalho – Mário
- Fernando Loureiro – Cigano
- Francisco Machado – Padre Couto
- Celeste Alves – Intriguista
- Luís Barradas – Cigano
- Fernanda Coimbra
- Grece de Castro
- Agostinho Alves
- João Lourenço
- António Maia

## Festivais
- Festival de Santarém (Novembro, 1972)
- Festival de Cannes, 1973 (selecção oficial)
- Festival de Cartagena – prémio Mujol de Oro, 1974
- Festival de Teerão – prémio especial, 1974